# Parque nacional Cascada
Cascada es un parque nacional en Nueva Gales del Sur (Australia), ubicado a 431 km al noreste de Sídney.

## Datos
- Área: 36 km²
- Coordenadas: 30°15′29″S 152°48′31″E / -30.25806, 152.80861
- Fecha de Creación: 1 de enero de 1999
- Administración: Servicio Para la Vida Salvaje y los Parques Nacionales de Nueva Gales del Sur
- Categoría IUCN: II

Véase también: Zonas protegidas de Nueva Gales del Sur